# Kaukasisch korhoen
Het Kaukasisch korhoen (Lyrurus mlokosiewiczi; synoniem: Tetrao mlokosiewiczi) is een vogel uit de familie fazantachtigen (Phasianidae). De wetenschappelijke naam van de soort is voor het eerst geldig gepubliceerd in 1875 door Taczanowski en vernoemd naar de Poolse natuuronderzoeker Ludwik Aleksander Młokosiewicz (1831-1909). Het is een voor uitsterven gevoelige soort hoendervogel die voorkomt in de Kaukasus.

## Veldkenmerken
De vogel is 38 tot 53 cm lang. De haan (50-53 cm) groter dan de hen (37-42cm). Het kaukasisch korhoen is nauw verwant aan het korhoen, die voorkomt in West-Europa en Midden-Azië. Deze vogel is kleiner en heeft veel minder witte veren op de vleugels en helemaal niet op de staart; de haan heeft een zwart gekleurd verenkleed met rode wenkbrauwen, en een lange uiteenlopende zwarte staart, de hen is grijs-bruin. De vogel maakt een kakelend geluid.

## Verspreiding, leefgebied en -gewoonten
Het Kaukasisch korhoen komt voor in de Kaukasus en in het Pontisch Gebergte. Het leefgebied bestaat uit steile, open hellingen met lage beplanting en rotsen. De balts vindt plaats op een "afgesproken" baltsplaats in mei of juni waar soms tot wel 200 hanen samenkomen. De mannetjes zetten dan hun borst op en springen omhoog om de aandacht te trekken van de hennen. Hierbij maken ze een 'prrrrrr' geluid. De lange staartveren worden bijna niet opengevouwen. De hen legt ongeveer 10 eieren in een nest op de grond. Alleen de hen zorgt voor de kuikens.

## Status
Door de IUCN wordt het Kaukasisch korhoen bestempeld als 'gevoelig' en het staat daarom op de rode lijst. Volgens onderzoek neemt de soort af. De populatie werd in werd in 2016 geschat op 20.000 - 47.000 volwassen dieren. De grootste bedreiging is habitatverlies als gevolg van de aanleg van infrastructuur ten behoeve van de bouw van recreatiewoningen. Hierdoor versnippert het leefgebied en wordt gemakkelijker toegankelijk voor sportjagers en voor herders met hun honden. Er zijn plannen voor beschermingsmaatregelen. Het bevorderen van ecotoerisme wordt gezien als een manier om bescherming tot een economisch belang te maken.